# Neoparrya lithophila
Neoparrya lithophila är en flockblommig växtart som beskrevs av Mildred Esther Mathias. Neoparrya lithophila ingår i släktet Neoparrya och familjen flockblommiga växter. Inga underarter finns listade i Catalogue of Life.